# Номерні знаки провінції Альберта

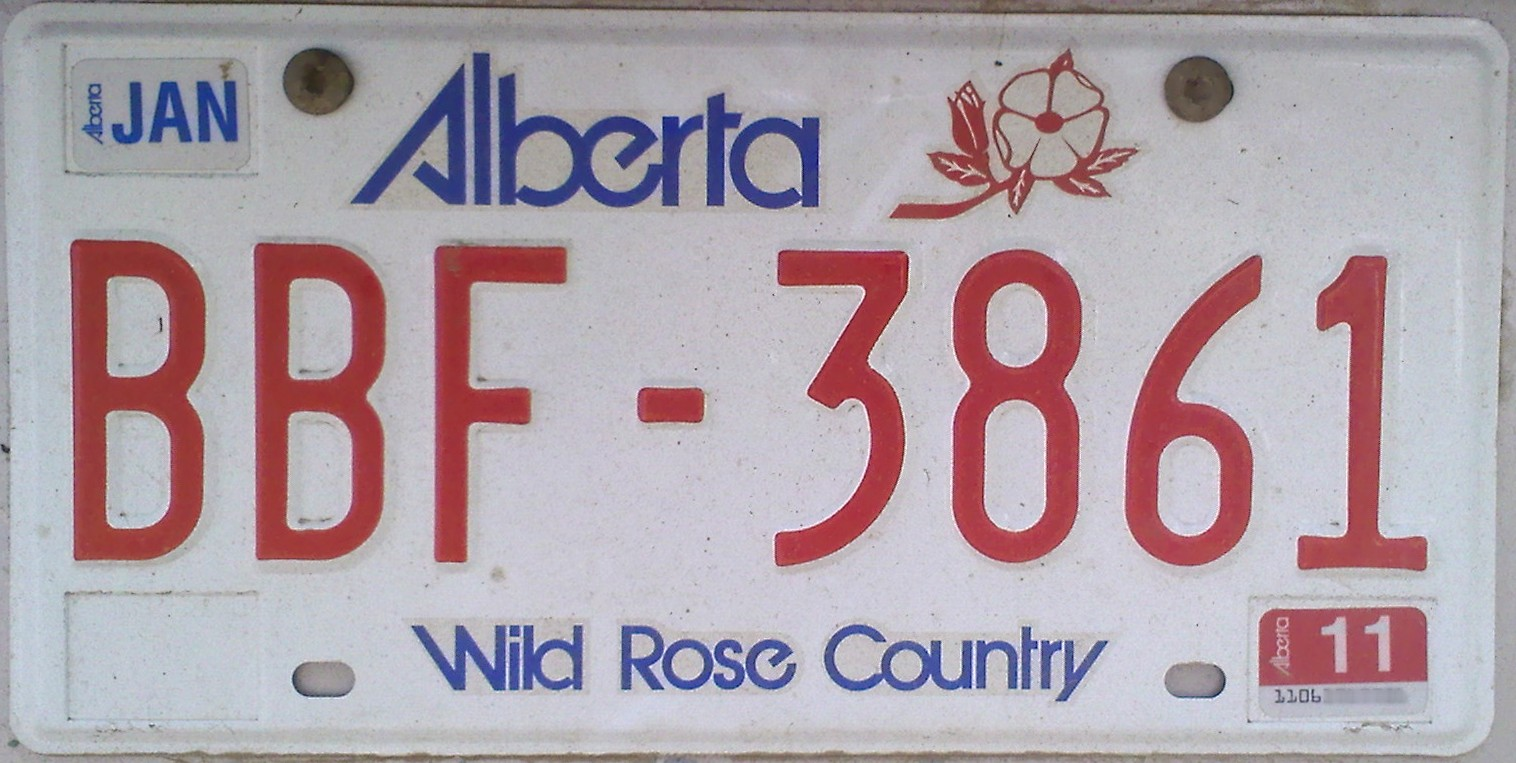
Чинний регулярний знак від 2010р.

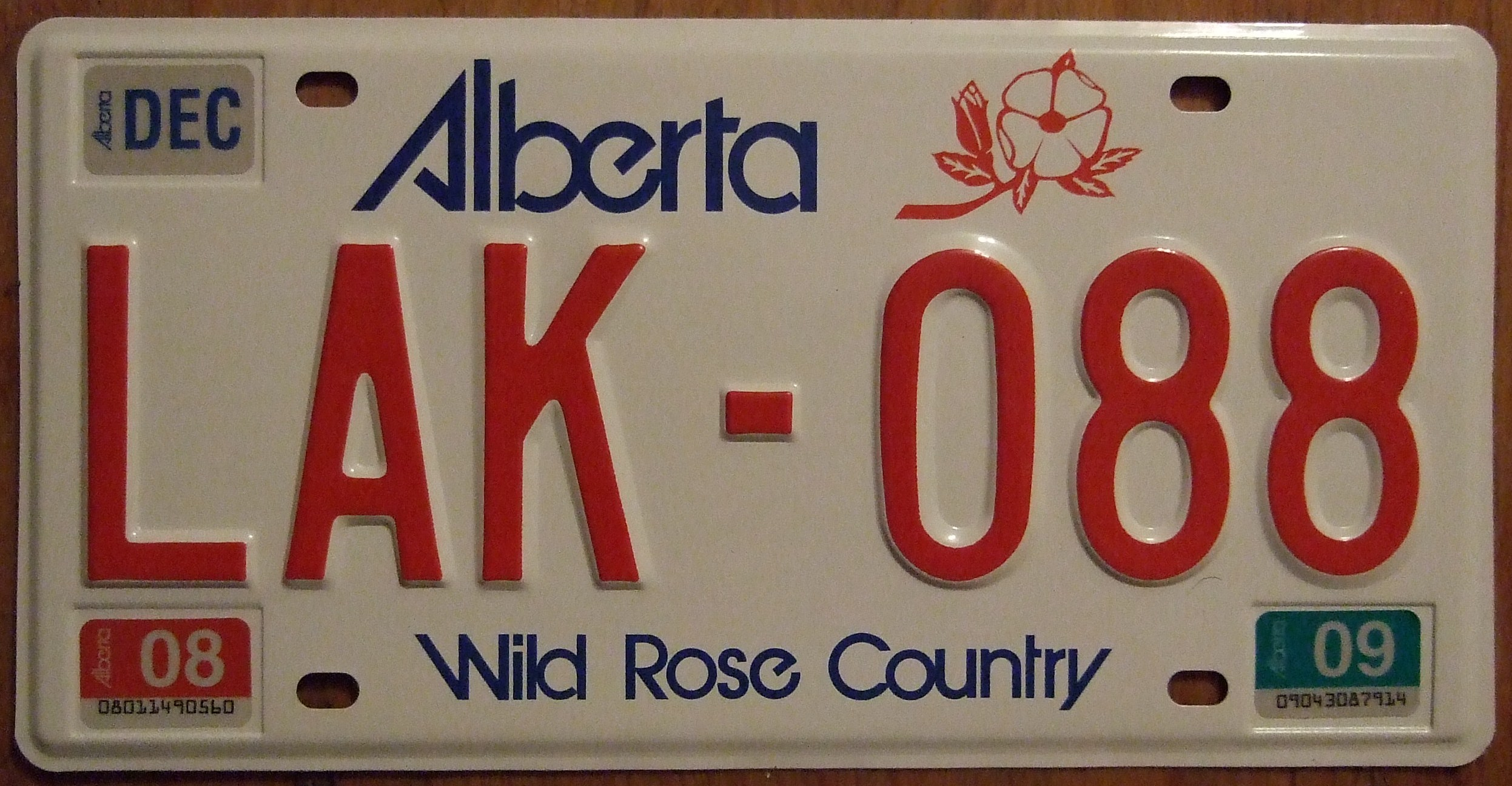
Регулярний знак до 2010р.

Номерні знаки провінції Альберта видаються Міністерством транспорту Альберти. Провінція Альберта вимагає розміщення лише заднього номерного знаку на автомобілі. Регулярні номерні знаки Альберти мають формат АБВ-1234. Кодування регулярних номерних знаків відсутнє. Чинні бланки номерних знаків мають біле тло, в нижньому рядку номерного знаку розташовується гасло: Країна дикої троянди (Wild Rose Country).

## Інші формати регулярних номерних знаків
Кодування інших номерних знаків здійснюється літерами серії за типом транспортного засобу.
- Номерні знаки для мотоциклів мають формат АБВ12
- Номерні знаки для комерційного транспорту мають формати 12-А345
- Номерні знаки для причепів мають формат 1АБ2-34
- Номерні знаки для вантажних комерційних перевезень за межі провінції (APPORTIONED) мають формат А-12345

### Дипломатичні номерні знаки
Номерні знаки для консульських потреб видаються на регулярних бланках і мають формат СС-1234. Такі знаки можуть отримати консули, віце-консули, почесні консули, працівники та технічний персонал консульств.

## Номерні знаки «особливого інтересу»
До опціонних номерних знаків «особливого інтересу» можна віднести:
- Номерні знаки для ветеранів військової служби мають формат VAB123 та зображення квітки маку.
- Номерні знаки Радіолюбителів формату VA6 АБ, VE6 АБВ. VA6, VE6 – символи Альберти в радіопозивному.